# Bursera linanoe

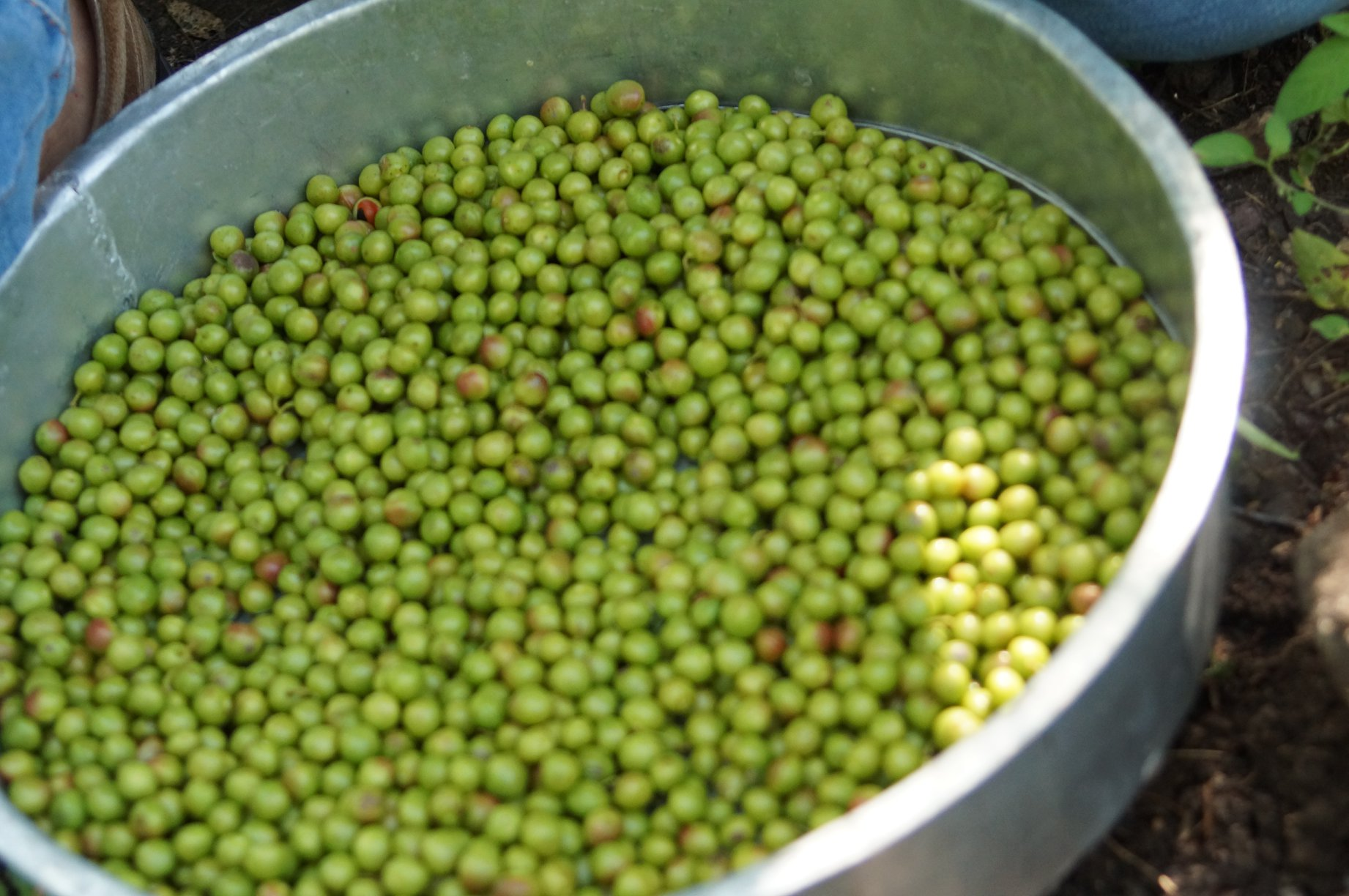
Frutos de lináloe

El lináloe, olianoe, olinalé, olinalcojte, xochicopal copalcojtli, copalquiáhuitl o esencia (Bursera linanoe) es un árbol caducifolio endémico del centro y sur de México, concretamente en los estados de Morelos, Guerrero, Puebla y Oaxaca. De su fruto se obtiene un aromático aceite que es usado en la industria de la perfumería y farmacéutica. Con la madera de este árbol se elaboran unas bellas y decoradas artesanías «lacas de Olinalá», nombre derivado de la localidad homónima donde son producidas (Olinalá, Guerrero).

## Descripción
La referencia más antigua al nombre de lináloe proviene de la descripción de la especie Amyris linanoe (degeneración de lináloe, lignum, madera, aloe, aceite), basónimo de Bursera linanoe, hecha por el botánico mexicano Pablo La Llave en 1834. Eso significa que la práctica de la destilación del aceite de lináloe se debe remontar al menos al principio del siglo XIX. Más tarde, se creó el mito sobre el origen náhuatl de la palabra lináloe.

## Características
Crece hasta los 8-10 m de altura. Su tronco posee una corteza entre grisácea y rojiza, y alcanza un diámetro máximo de 60 cm.